# Мухін Олександр Васильович
Мухін Олександр Васильович (25 липня 1943, Київ — 5 серпня 2025) — радянський і український кінооператор, художник, скульптор, письменник.

## Життєпис
Народився 25 липня 1943 р. у місті Києві в родині селянина. Закінчив Київське художньо-промислове училище (1954) і факультет журналістики Київського державного університету ім. Т. Г. Шевченка (1980).
За час роботи у кінематографії України О. В. Мухін брав участь у створенні більш 70 кінофільмів, як кінооператор — постановник, кінорежисер і сценарист фільмів, серед яких мультфільми: «Крила» (1983), «Лікар Айболить» (1984–1985, 3 с, у співавт.), «Пригоди на воді» (1990), «Чумацький шлях» (1992, худ керівник). Понад 30 кінофільмів є Лауреатами міжнародних конкурсів і мають найпрестижніші нагороди кінофестивалів.
Член Національної Спілки кінематографістів України.
Є координатором Комітету Світової Культури (WMC), де Головою комітету є Хав'єр Перес де Куельяр.
О. В. Мухін є автором Символу Світової Культури. Символ був у космосі на станції «Мир» і зараз знаходиться на довічному збереженні в музеї «Ермітаж» — Санкт-Петербург (Росія).
Помер 5 серпня 2025 року.

## Авторські роботи
- Т. Г. Шевченко. Кобзар. Портрет.[3][4]
- До 200-річчя М. В. Гоголя.[5][3]
- «Тарас Бульба» — режисерський сценарій, ілюстрації.[6]
- «Чорнобильська Квадрига» — каденція.[7]
- «Андріївський узвіз» — роман[8]
- «Зерна мислі всесвіту — зерна вічності — зерна цілого та місця»  — (лекції, публікації 1982—2012 р.р.)[9]

## Фільмографія
- «Вересовий мед» (1974, асистент)

Оператор-постановник мультфільмів:
- «Музичні казки» (1976)
- «Пригоди коваля Вакули», «Лисичка з качалкою», «Як песик і кошеня мили підлогу», «Тяп-ляп» (1977)
- «Перша зима», «Ватажок», «Якщо падають зірки...», «Відкритий лист селезня» (1978)
- «Як несли стіл», «Лінь», «Похід», «Квітка папороті» (1979)
- «Аліса в Країні чудес», «Жили собі матрьошки», «Сонячний коровай», «Про великих та маленьких» (1981)
- «Аліса в Задзеркаллі», «Черевички», «Три Івани» (1982)
- «Дерево і кішка», «Жар-птиця», «Жили-були думки», «Крила», «Миколине багатство» (1983)
- «Зустріч», «Погляд», «Джордано Бруно», «Старий і півень» (1984)
- «Лікар Айболить» (1984, 1—3 с.)
- «Дівчинка та зайці», «Іванко та воронячий цар», «Із життя пернатих», «Як їжачок і медвежа міняли небо» (1985)
- «Справа доручається детективу Тедді. Космічна загадка», «Батькова наука», «Бій», «Різнокольорова історія», «Трудолюбива бабуся» (1986)
- «Самовар Іван Іванич», «Вікно», «Пісковий годинник» (1987)
- «Король черепах», «Дострибни до хмаринки» (1988)
- «Лебедине озеро. Зона» (1989, х/фільм реж. Юрія Іллєнка) — комбіновані і мультиплікаційні зйомки
- «Мозаїка. Інструкція до гри» (1989) та інші…

Комбіновані і мультиплікаційні зйомки:
- «Лебедине озеро. Зона» (1990, х/фільм реж. Юрія Іллєнка)